# Schloss Allersberg
Das Schloss Allersberg ist eine abgegangene Wasserburg am Nordostrand des alten Dorfkerns von Allersberg im mittelfränkischen Landkreis Roth in Bayern.
Sie ist unter dem Aktenzeichen D-5-6733-0039 als Bodendenkmal und unter dem Aktenzeichen D-5-76-113-16 als Baudenkmal in die bayerische Denkmalliste eingetragen.

## Geschichte
Allersberg gehörte zum Herrschaftsbereich der Herren von Sulzbürg, die Ersterwähnung des Ortes erfolgte 1254. Die Burg selbst wurde erstmals 1364 ausdrücklich erwähnt. 1455 verpfändete Georg von Sulzbürg-Wolfstein die Burg Allersberg an Ludwig dem Reichen von Bayern-Landshut, der auch das Öffnungsrecht erhielt. Da dies ohne Einwilligung des Bistums Eichstätt als Lehnsherren geschah, wurde ihm das Lehen entzogen und an Ludwig dem Reichen vergeben. Georg räumte Allersberg aber erst unter militärischem Zwang 1475. Allersberg bildete daraufhin zusammen mit den Ämtern Hilpoltstein und Heideck eine Wittelsbacher Bastion in Mittelfranken gegen die Hohenzollern in der Markgrafschaft Ansbach. Nachdem Herzog Georg von Bayern-Landshut ohne männlichen Erben verstorben war, brach 1503 der Landshuter Erbfolgekrieg aus, in dessen Zuge im Folgejahr auch die Burg Allersberg zerstört wurde. Ihre Ruine wurde zu Beginn des 18. Jahrhunderts abgebrochen. An ihrer Stelle wurde 1829 ein Forsthaus errichtet, das heutige Gebäude im Neorenaissancestil stammt von 1914.

## Beschreibung

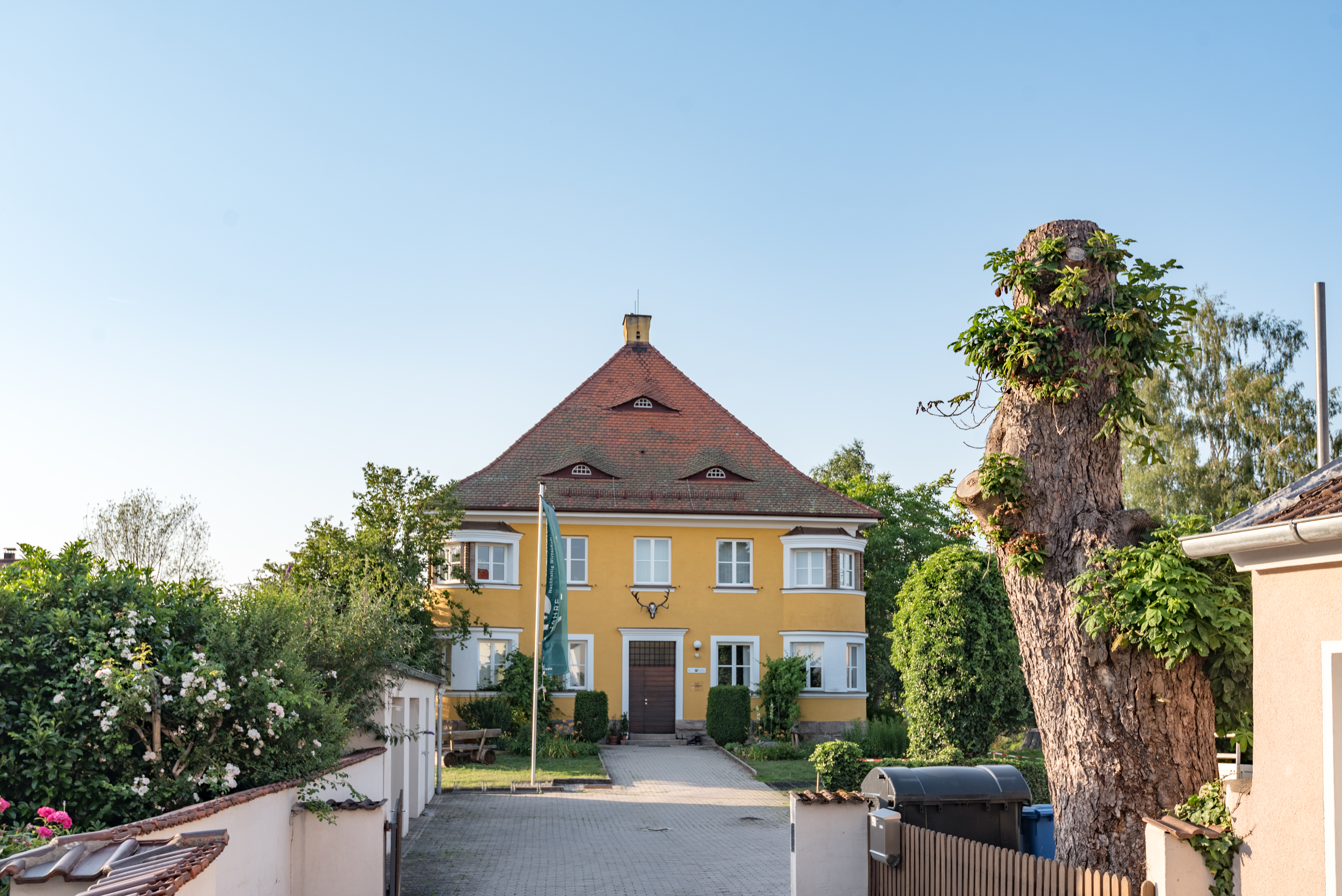
Das ehemalige Forsthaus

Von der ehemaligen Burg ist nur noch ein Teil des Wassergrabens im Norden des ehemaligen Forsthauses vorhanden. Ihr ehemaliges Aussehen ist durch eine Darstellung des Ortes Allersbach aus dem Jahr 1600 bekannt, in der die Ruine abgebildet ist. Über den Wassergraben führte eine Brücke zu einem Torhaus. Ein mindestens dreistöckiger, mächtiger Wohnturm steht im Südwesteck der Ringmauer. Diese weist in diesem Bereich einen Versatz auf, sodass sie möglicherweise in zwei Phasen entstanden ist und die ursprüngliche Burgfläche deutlich kleiner war. Weitere Burggebäude sind nicht erkennbar.